# Кимбол, Никки
Ни́кки Ки́мбол (англ. Nikki Kimball; род. 23 мая 1971, Chittenden, Вермонт) — американская бегунья на сверхмарафонские дистанции. Чемпионка США по трейлраннингу на 50 миль в 2004—2006 годах и на 100 миль в 2008 году, серебряный призёр национального чемпионата по бегу на 100 км 2001 года.

## Детство
Кимбол выросла в округе Читтенден, штат Вермонт. С детства вела активный образ жизни, участвовала в походах, занималась лыжным спортом. В детстве врач посоветовал ей начать заниматься лыжным спортом, чтобы предотвратить косолапость. Никки посещала старшую школу Холдернесс в Нью-Гэмпшире, где ей помогли развить привязанности к тем увлечениям, которыми она занимается по сей день. В 2007 году проживала в Бозмене.

## Спортивная карьера
В 2004 году она пробежала свой первый забег на 100 миль (приблизительно 161 км) Вестерн Стейтс и выиграла его. В 2006 и 2007 году она повторила свой успех, став третьей женщиной, выигравшей этот сверхмарафон три раза. В 2014 году она с первой попытки выиграла многодневный Сахарский марафон. До бега основным спортом Никки были лыжи. В 2007 году на забеге Вестерн Стейтс в её команде поддержки был Макс Бокус — сенатор от штата Монтана.

## Результаты

### Главные международные соревнования
Член команды США в беге по шоссе на 100 км в 2001—2006 годах, восьмая в общем зачёте и первая американка в чемпионате мира 2003 года (город Тайбэй, Тайвань), седьмая на чемпионате мира 2005 года, золотая медалистка в командном зачёте 2005 года.

### Другие старты
| Год  | Город           | Дистанция      | Дата     | Результат | Место | Видео/Фото/ Кинограмма |
| ---- | --------------- | -------------- | -------- | --------- | ----- | ---------------------- |
| 2001 | Питтсбург       | 100 км         | 24 марта | 8:36.10   | II    |                        |
| 2004 | Кристал Маунтин | трейл 50 миль  | 31 июля  | 7:45.21   | I     |                        |
| 2005 | Кристал Маунтин | трейл 50 миль  | 30 июля  | 7:46.31   | I     |                        |
| 2006 | Кристал Маунтин | трейл 50 миль  | 29 июля  | 7:40.57   | I     |                        |
| 2008 | Саут-Лейк-Тахо  | трейл 100 миль | 19 июля  | 20:18.12  | I     |                        |

Победительница национального чемпионата в беге на 50 миль в 2005 году в Стейт-Колледж (Пенсильвания). Побила рекорд трассы на 23 минуты.
- Победительница Вестерн Стейтс в 2004, 2006, 2007 годах
- Победительница Монблан Ультратрейл в 2007 году
- Установила рекорды трассы на многочисленных 50-мильных забегах
- Победительница Аmerican River (50 миль) в 2003 году (лучшее время среди американцев в 2002—2003 годах)
- Победительница Сахарского марафона 2014
- Серебряный призер Big Horn (100 миль) 2016
- Серебряный призер HURT (100 миль), штат Гавайи
- Серебряный призер Хардрок 100 в 2018 году